# 李晓勤
李晓勤（1961年12月7日—），中国女子篮球运动员。她在1984年夏季奥林匹克运动会中，参加了女子篮球比赛并获得团体铜牌。她也参加了1988年夏季奥林匹克运动会，最终获得第六名。